# Dimetilcadmio
El dimetilcadmio es el compuesto de organocadmio con la fórmula Cd(CH3)2. Es un líquido incoloro altamente tóxico que emite vapores en el aire. Es una molécula lineal con longitudes de enlace C-Cd de 213 pm. El compuesto encuentra un uso limitado como reactivo en la síntesis orgánica y en la deposición de vapor químico metalorgánico (MOCVD). También se ha utilizado en la síntesis de nanopartículas de seleniuro de cadmio, aunque se han hecho esfuerzos para reemplazarlo en esta capacidad debido a su toxicidad.
El dimetilcadmio se prepara mediante el tratamiento de dihaluros de cadmio con reactivos de metil Grignard o metillitio.

CdBr2 + 2 CH3MgBr → Cd(CH3)2 + 2 MgBr2

El mismo método se utilizó en la primera preparación de este compuesto.
El dimetilcadmio es un ácido de Lewis débil, que forma un aducto con 2,2'-bipiridina y con éter.